# Berezań (obwód odeski)
Berezań – wieś na Ukrainie, w obwodzie odeskim, w rejonie odeskim. W 2001 roku liczyła 1186 mieszkańców.